# Jesse Akila
Jesse Jidima Akila (Jos, 27 dicembre 2001) è un calciatore nigeriano, attaccante dello Širak.

## Carriera

### Club
Dopo aver esordito nel 2017 con l'MFM nella massima serie nigeriana, ha giocato tra il 2018 e il 2022 nel Plateau Utd, con cui colleziona oltre cinquanta presenze in campionato, esordendo inoltre nelle competizioni africane per club.
Nell'ottobre del 2022, si trasferisce alla formazione armena dell'Ararat-Armenia, con cui scende in campo sedici volte, segnando una rete.
Nell'estate del 2023, firma per l'AS Trenčín, formazione della massima serie slovacca.